# Хималайски пъдпъдък
Хималайският пъдпъдък (Ophrysia superciliosa) е вид птица от семейство Фазанови (Phasianidae), единствен представител на род Ophrysia. Видът е критично застрашен от изчезване.

## Разпространение и местообитание
Разпространен е в Индия.